# Chujúyiv
Chujúyiv (en ucraniano: Чугуїв, romanizado: Chuhuyiv) es una ciudad ucraniana perteneciente al óblast de Járkov. Situada en el este del país, sirve como centro administrativo del raión de Chujúyiv y centro del municipio (hromada) homónimo.

## Toponimia
El nombre del lugar en ruso es Chugúyev (en ruso: Чугуев). La ciudad obtuvo su nombre del antropónimo "chuga", que significa caftán estrecho con mangas cortas que usaban los calmucos, la horda que vivía aquí cuando llegaron los cosacos.

## Geografía
Chujúyiv está en la orilla del río Donets, 37 km al sureste de Járkov y 445 km al sureste de Kiev.

## Historia
La fecha de fundación de la ciudad se disputa con afirmaciones históricas que van desde 1540 hasta 1627. Algunos académicos creen que la ciudad fue construida por orden del primer zar de Rusia, Iván IV de Rusia, que reinó desde 1547 hasta 1584.
La ciudad ha sido un punto militar relevante desde los tiempos de los cosacos. Un fuerte militar fue construido junto a la ciudad en 1638 por los cosacos de Zaporiyia bajo las órdenes del atamán Yákiv Ostrianin y por orden del zar Miguel I de Rusia para proteger las fronteras del sur del Zarato moscovita de las incursiones de las tribus nómadas. Desde entonces, se ha mantenido una presencia militar de alguna forma cerca de Chujúyiv.
El levantamiento de Chujúyiv de 1819 fue una revuelta de colonos militares. En el siglo XIX, la ciudad era el centro administrativo de uyezd homónimo en la gobernación de Járkov.
Durante el gobierno de la Unión Soviética, la base se convirtió en un importante centro de entrenamiento militar. Aquí estuvo la sede de la Academia de Pilotos de la Fuerza Aérea Soviética y la Escuela de Artillería del Ejército Rojo. En la actualidad, cerca de la ciudad hay una base de la Fuerza Aérea de Ucrania.
Hasta el 18 de julio de 2020, Chujúyiv era una ciudad de importancia regional y el centro del municipio de Chujúyiv. El municipio fue abolido en julio de 2020 como parte de la reforma administrativa de Ucrania, que redujo el número de raiones del óblast de Járkov a siete. El área del municipio de Chujúyiv se fusionó con el raión de Chujúyiv.
El 25 de septiembre de 2020, un avión militar An-26 con cadetes de la Universidad de la Fuerza Aérea Nacional Iván Kozhedub se estrelló y se incendió cerca de Chujúyiv. En el incidente murieron 26 personas y el único superviviente resultó gravemente herido.
Como parte de la invasión rusa de Ucrania de 2022, las fuerzas rusas bombardearon Chujúyiv la base aérea cercana el 24 de febrero de 2022 y murió un niño de 14 años. El mismo día, fue atacada una base aérea cerca de la ciudad. Rusia capturó la ciudad a fines de febrero. El 7 de marzo de 2022, las fuerzas ucranianas recuperaron la ciudad e infligieron numerosas bajas a las fuerzas rusas, incluida la muerte de dos oficiales rusos de alto rango durante la batalla.

## Demografía
La evolución de la población de Chujúyiv entre 1897 y 2022 fue la siguiente:
| 12 592                                                        | 11 842 | 20 836 | 18 074 | 22 657 | 24 733 | 32 128 | 36 543 | 36 789 | 34 427 | 31 993 | 31 018 |
| (Fuente: Cities & Towns of Ukraine y UKRAINE: Größere Städte) |        |        |        |        |        |        |        |        |        |        |        |

Según el censo de 2001, la composición étnica de la población era la siguiente: ucranianos (54,62 %), rusos (42,83 %), bielorrusos (0,67 %), georgianos (0,35 %), armenios (0,33 %), azeríes (0,14 %), judíos (0,10 %), tártaros (0,10 %), otros (0,86 %). La lengua materna de la mayoría de los habitantes, el 69,62(0,10 %),%, era el ruso; para el 29,55% era el ucraniano.

## Economía
La industria alimentaria de Chujúyiv se centra en la producción de mayonesa junto con otros condimentos. En la ciudad también hay una planta procesadora de carne y una planta lechera.
En la Planta de Reparación de Aviones de Chuhuiv se fabricó el Strepet-S, un vehículo aéreo no tripulado polivalente ucraniano. 

## Infraestructura

### Arquitectura, monumentos y lugares de interés
En Chujúyiv se pueden encontrar las características de la ciudad del siglo XIX y este es el único asentamiento en Ucrania donde se ha conservado la planificación y la construcción regular del centro de asentamientos militares. Éste fue ejecutado de acuerdo con los proyectos desarrollados por la comisión arquitectónica de asentamientos militares de San Petersburgo. La ciudad cuenta con algunas iglesias de comienzo del siglo como la catedral de la Intercesión de Chujúyiv, además del museo del pintor Iliá Repin, nacido aquí.

### Transporte
Chujúyiv está en la ruta europea E40 (Calais-Astracán), que aquí corresponde a la ruta ucraniana M-03 que llega hasta Járkov. Las autopistas T2111 y H26 también pasan por la ciudad. El ferrocarril pasa también cerca de Chujúyiv.

### Militar
La ciudad es famosa por haber sido una importante base de la Fuerza Aérea Soviética y ser la base de la academia militar de pilotos. Actualmente, hay una base de la Fuerza Aérea de Ucrania en la ciudad.
Aquí también se encuentra el UTR-2, el radiotelescopio de baja frecuencia más grande del mundo en longitudes de onda decamétricas. Sus observaciones ayudaron a crear un atlas de la cara oculta de la Luna.

## Personas destacadas
- Iliá Repin (1844-1930): pintor ruso del siglo XIX que participó en el movimiento Peredvízhniki.
- Sigrid Schauman (1877-1979): artista y crítica de arte finesa.
- Elena Volkova (1915-2013): artista rusa de arte naíf.
- Ernest Pogosyants (1935-1990): compositor soviético armenio de problemas de ajedrez y estudios de finales.
- Inna Dorofeieva (1965): bailarina de ballet ucraniana galardonada con el título de Artista del Pueblo de Ucrania en 1997.
- Serguéi Vólkov (1973): cosmonauta ruso retirado que fue comandante de misión de la Expedición 17 a la EEI.

## Galería

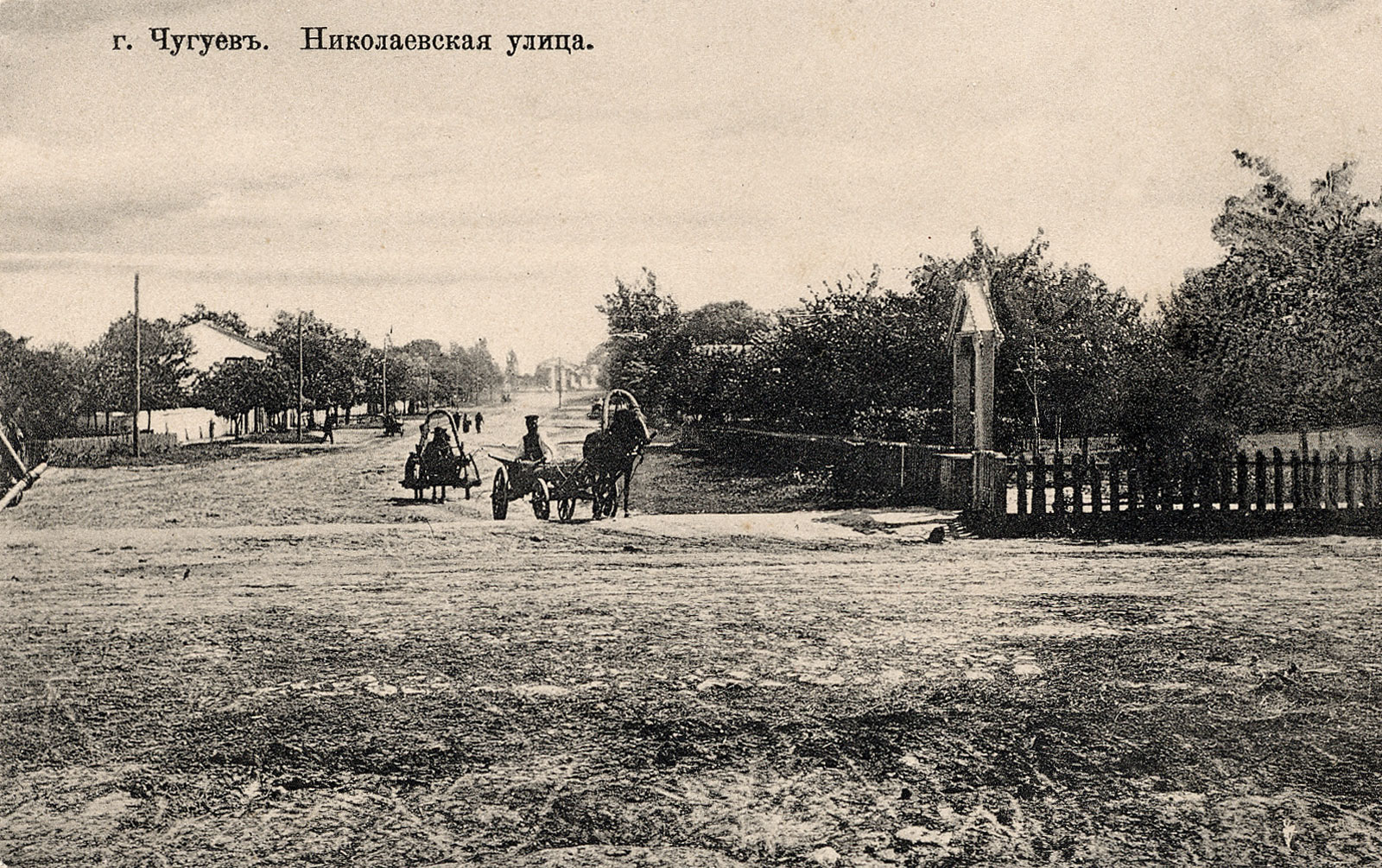
Vista de Chujúyiv en 1910
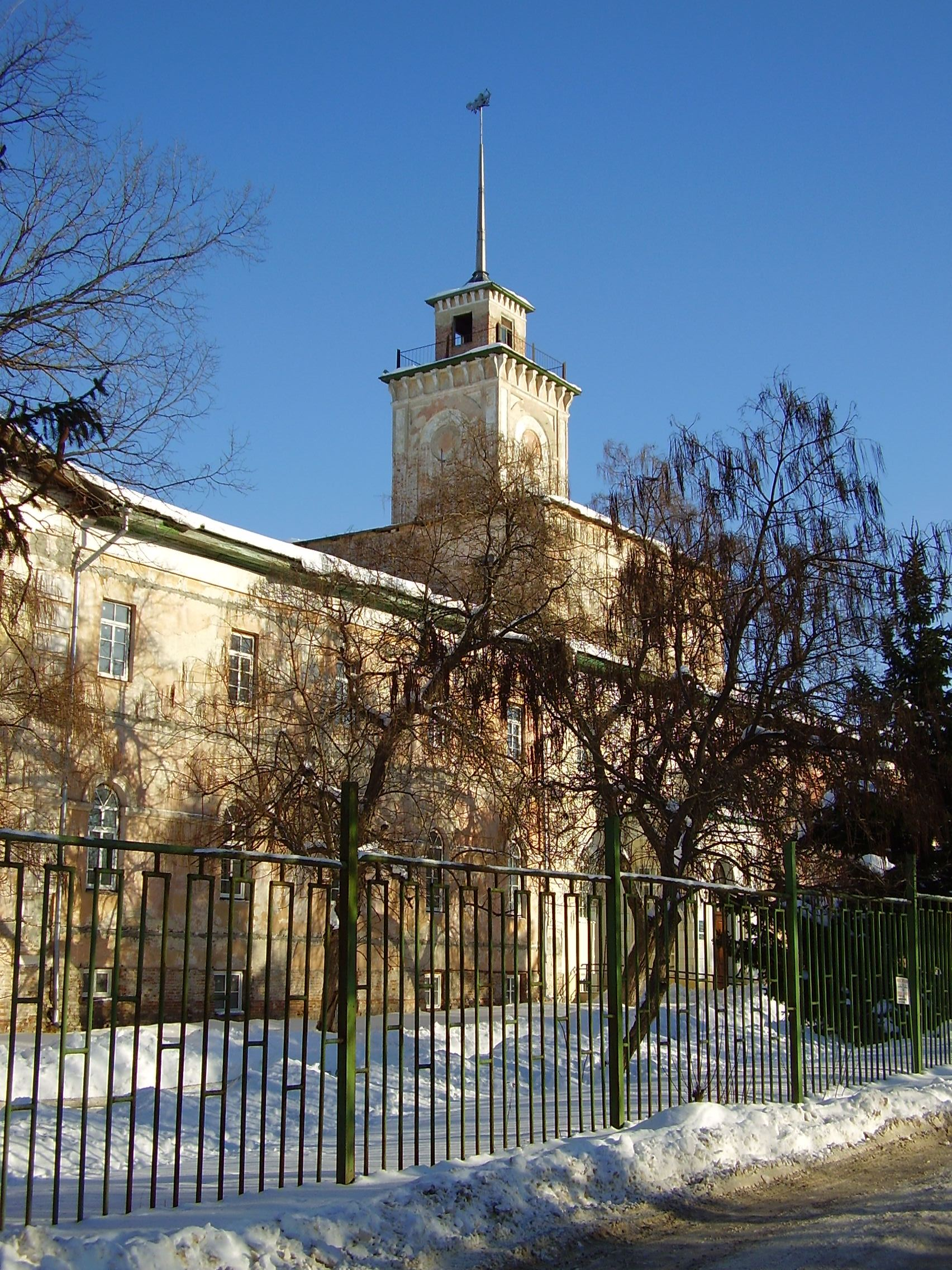
Centro de Chujúyiv
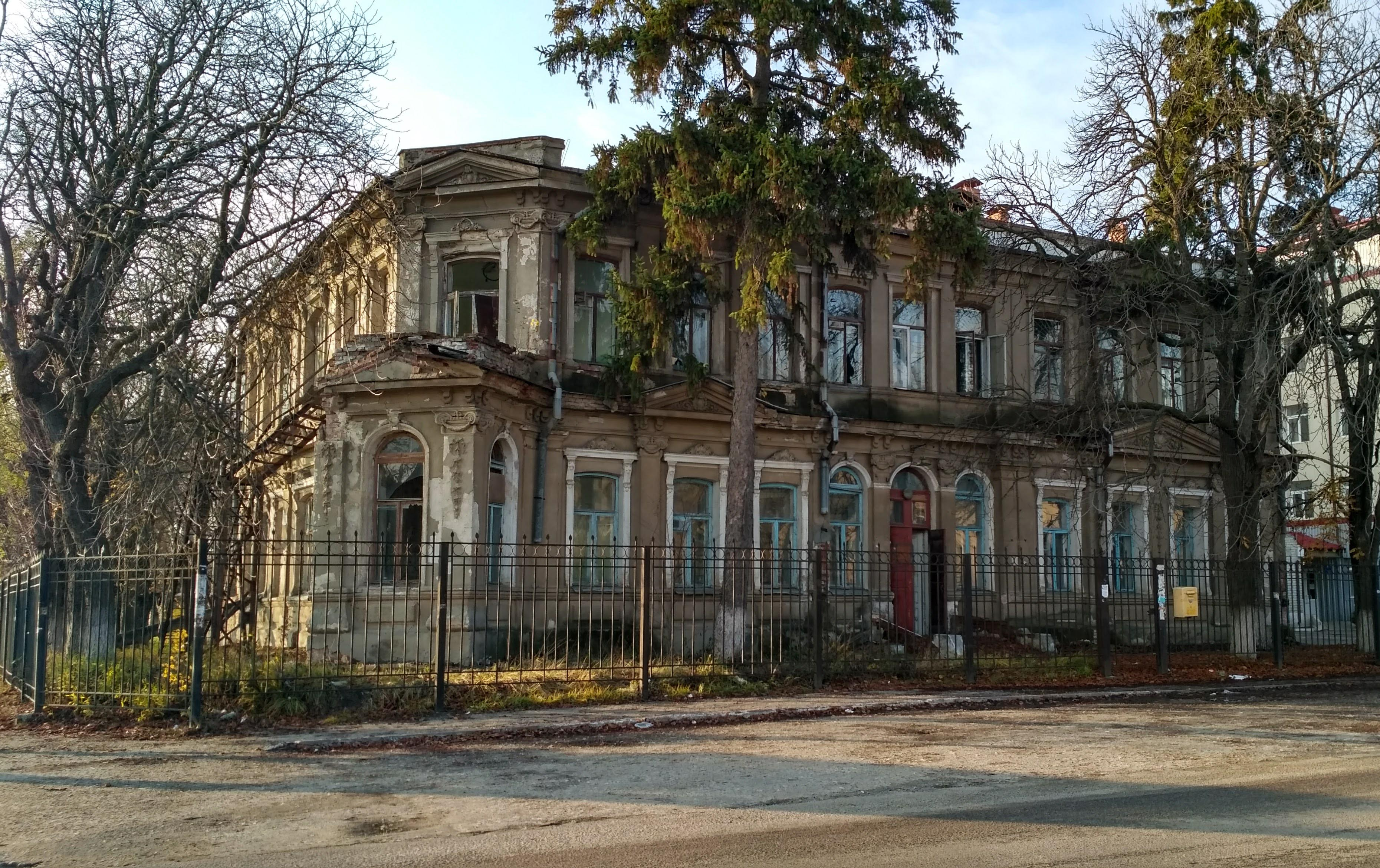
Mansión de Kuzmina-Karavayeva
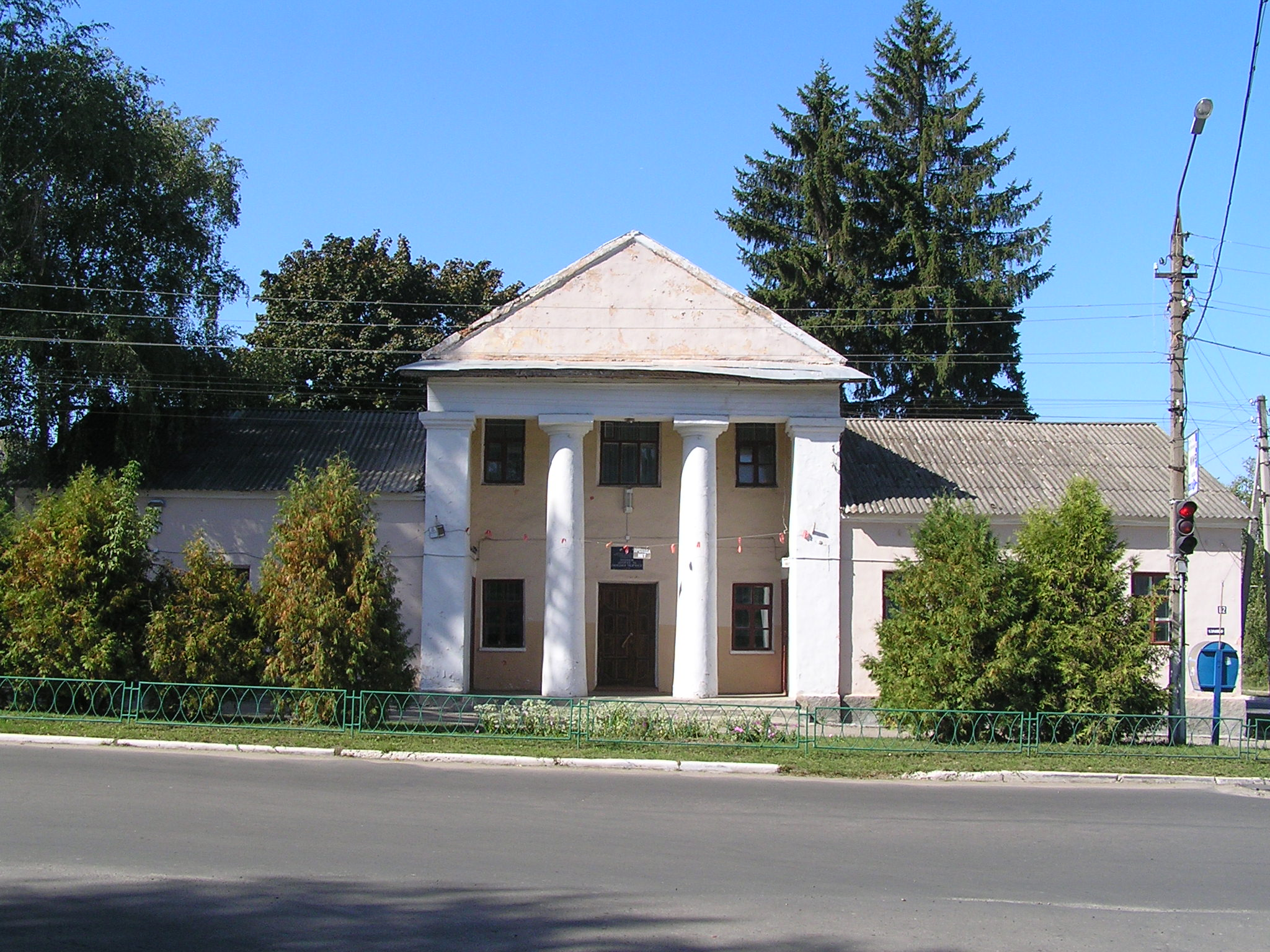
Antiguo ayuntamiento de Chujúyiv
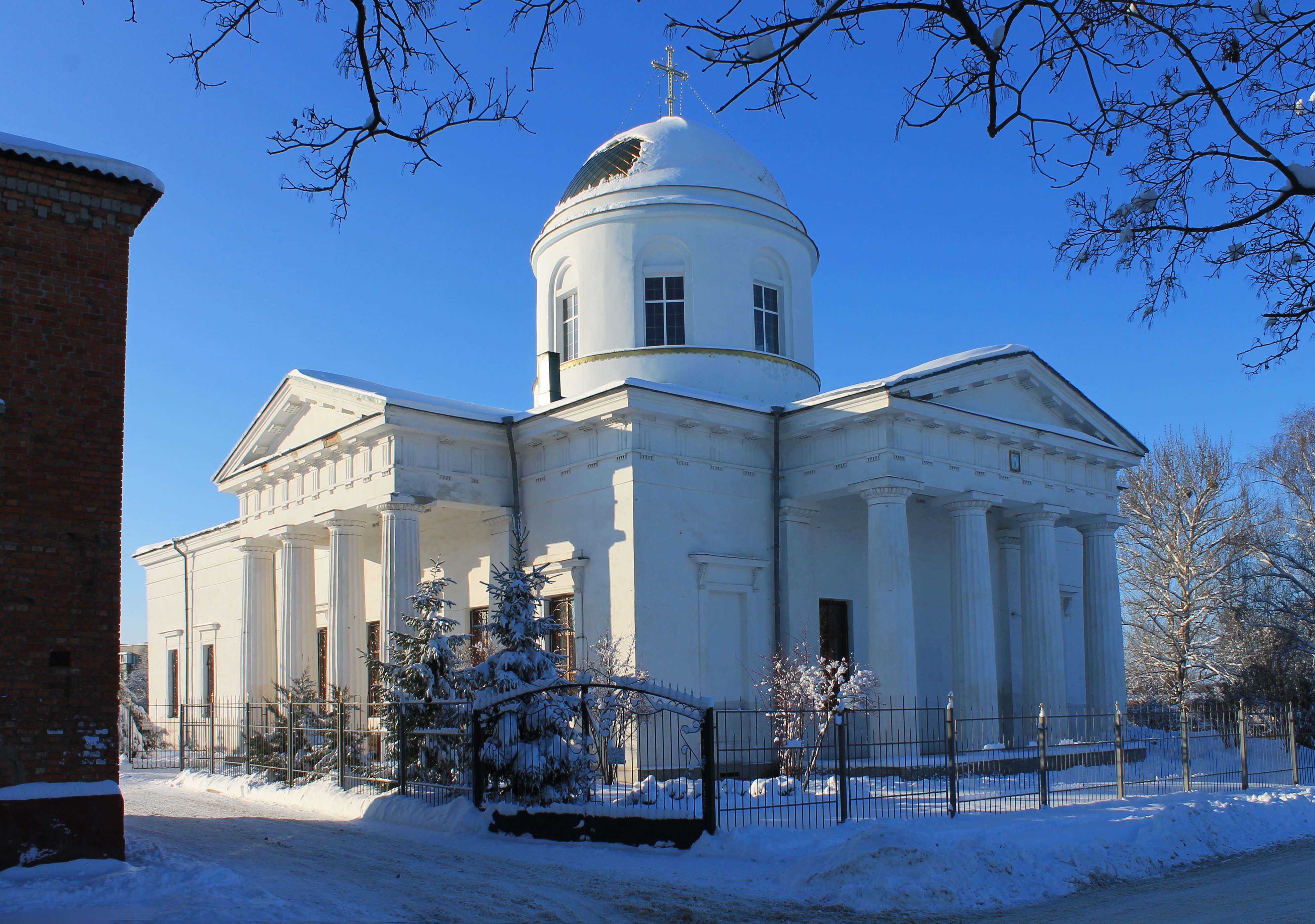
Catedral de la Intercesión de Chujúyiv
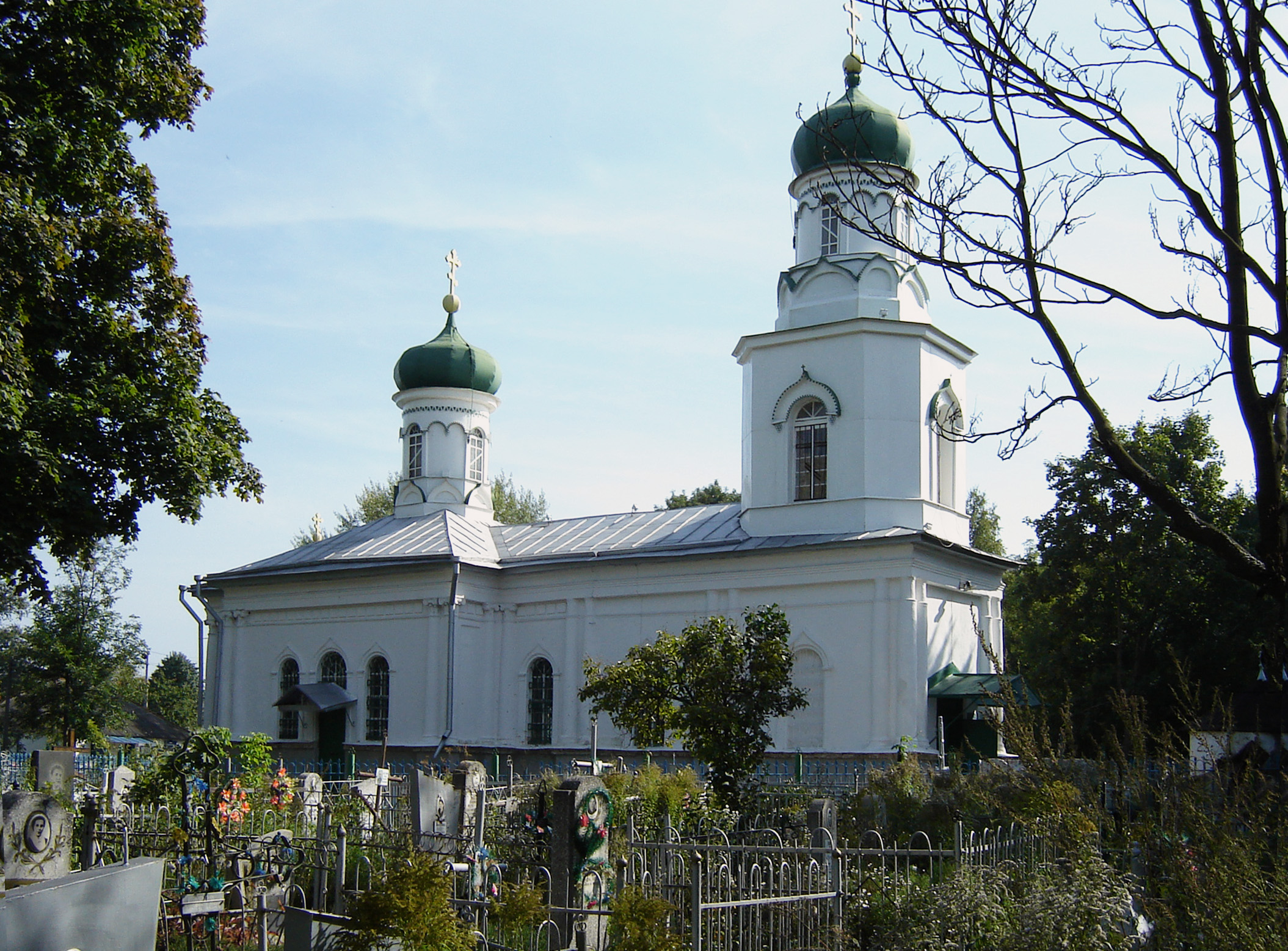
Iglesia del Icono de la Madre de Dios de Chujúyiv
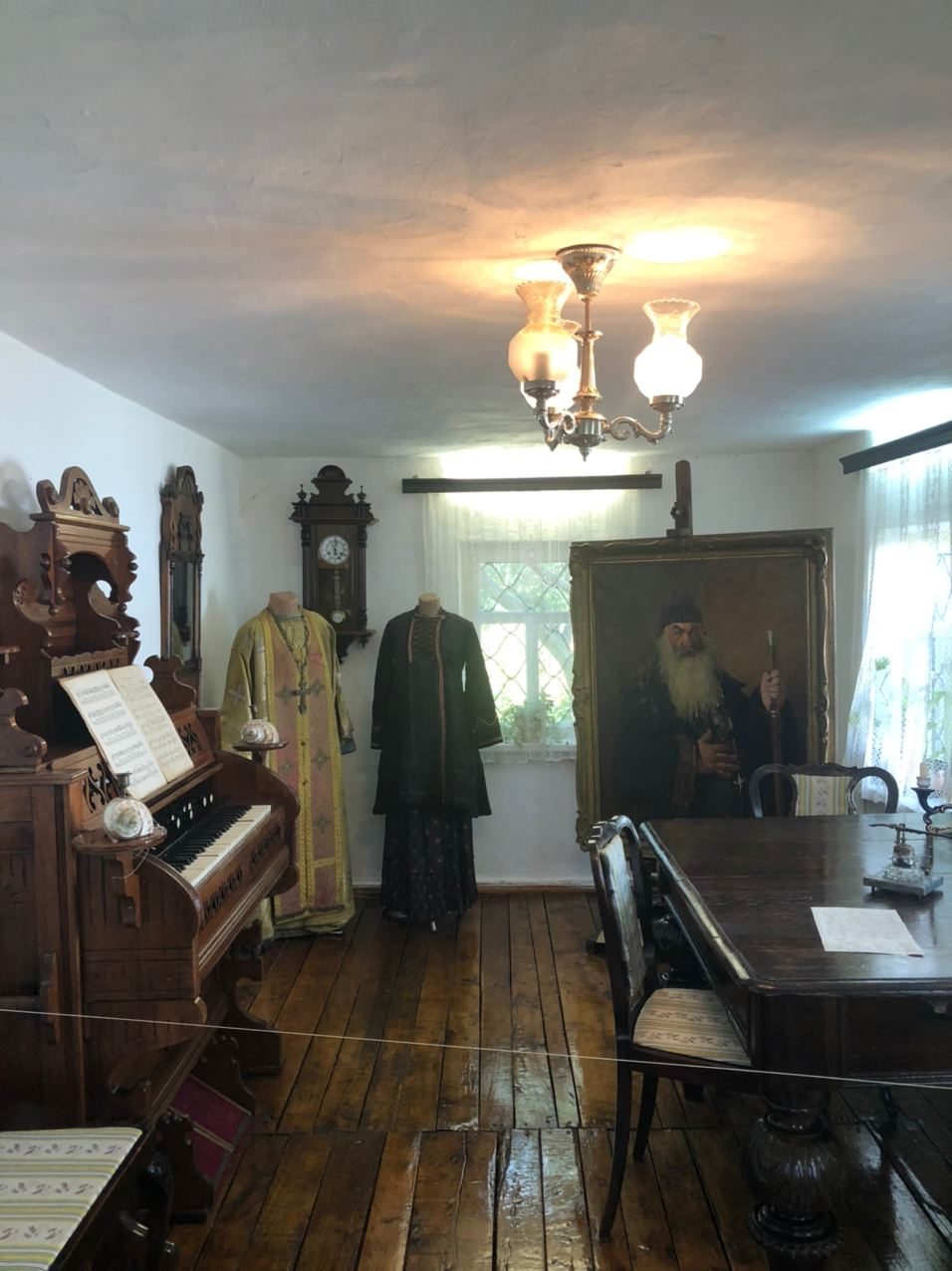
Museo de Iliá Repin
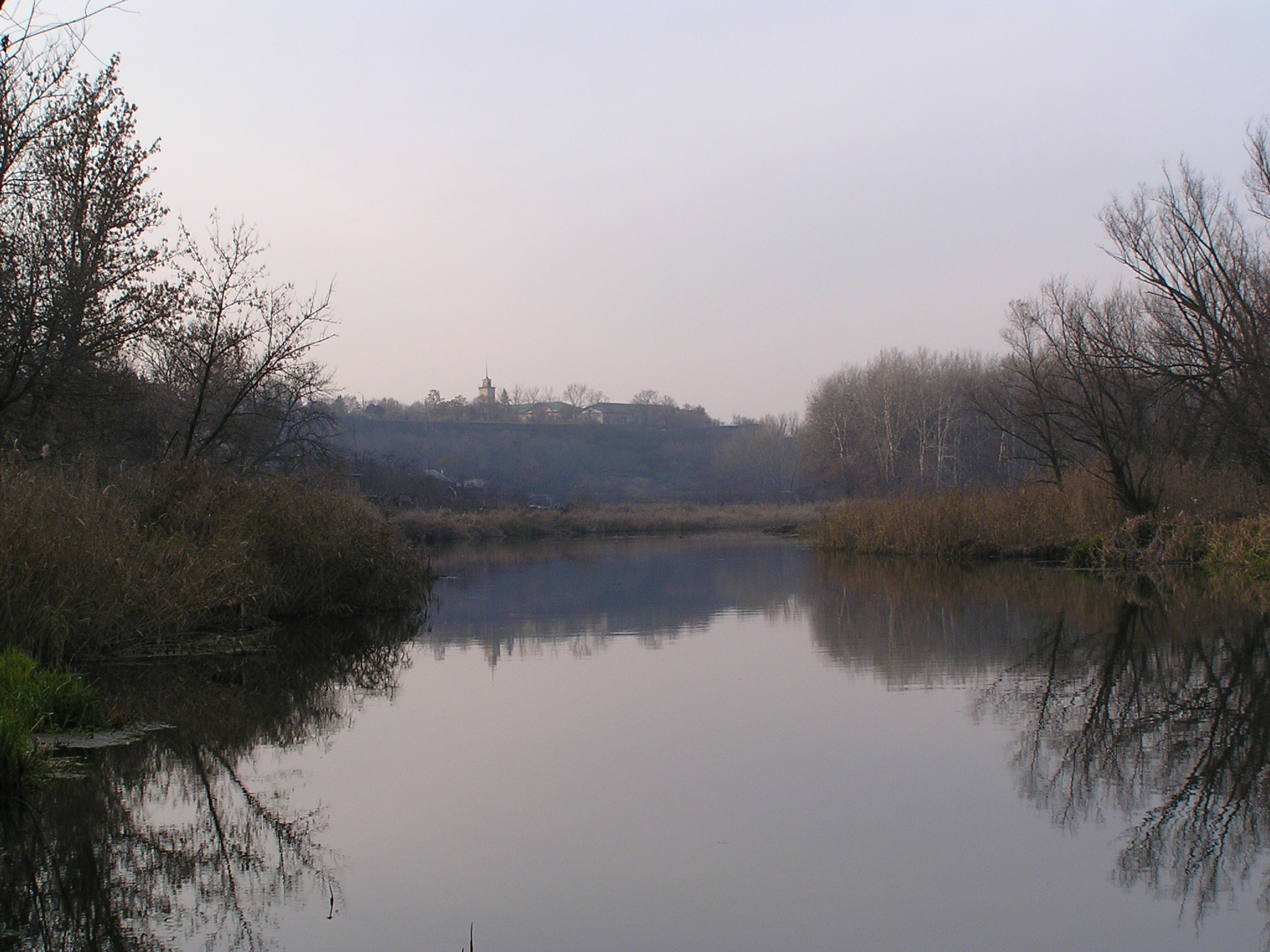
Río Donets a su paso por Chujúyiv

## Ciudades hermanadas
Chujúyiv está hermanada con las siguientes ciudades:
- Babruisk, Bielorrusia.
- Stary Sącz, Polonia.